# Grete Heublein

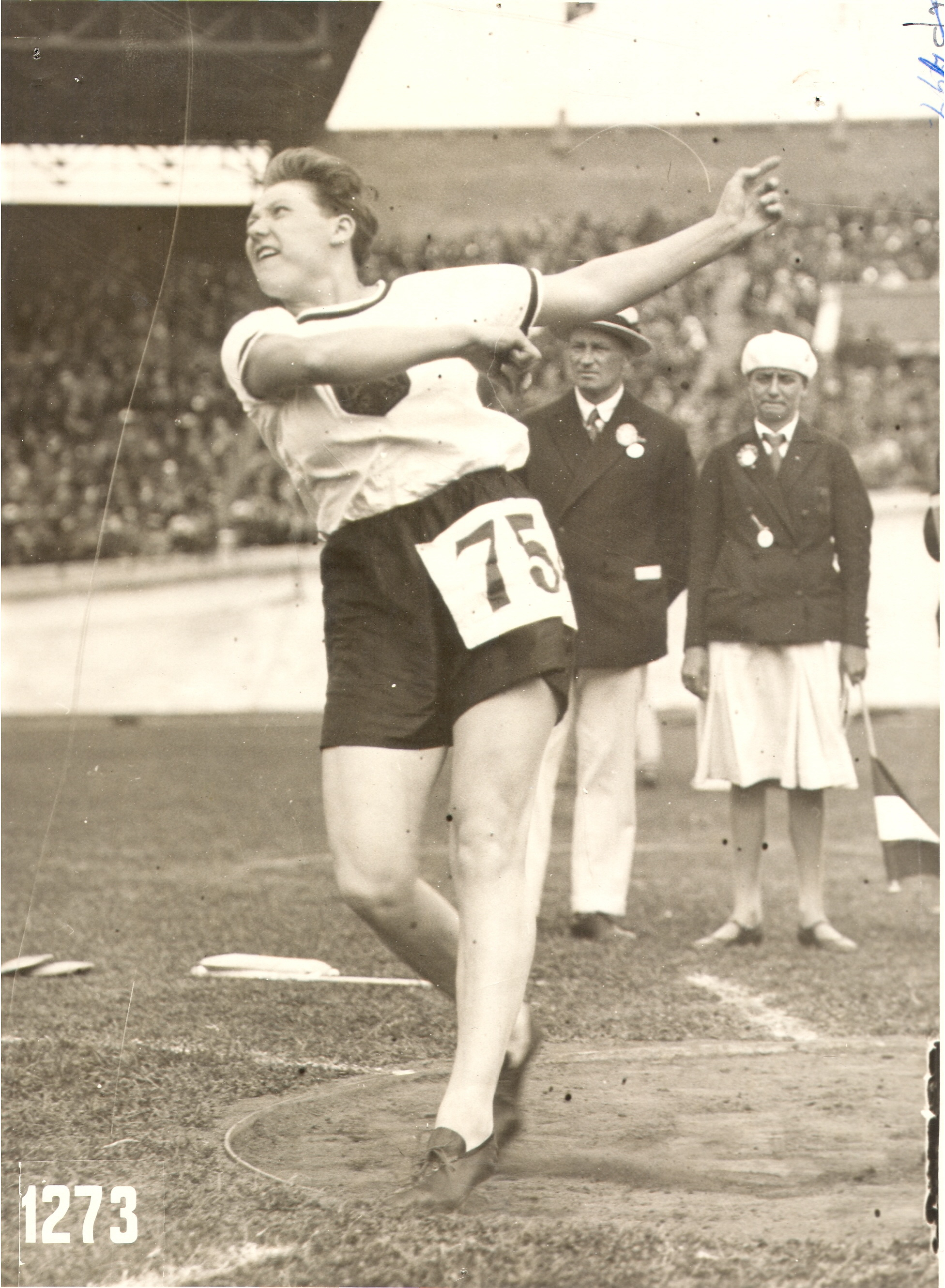
Grete Heublein (1928)

Margarete Grete Heublein, född 29 januari 1908 i Barmen, död 2 mars 1997 i Wuppertal; var en tysk friidrottare med kastgrenar som huvudgren.
Heublein var en pionjär inom damidrott, hon blev guldmedaljör vid den tredje damolympiaden 1930.

## Biografi
Margarete Heublein föddes 1908 i mellersta Tyskland. När hon började med friidrott gick hon med i idrottsföreningen Polizei SV Elberfeld i Elberfeld, senare tävlade hon för Polizei SV Barmen och SuS Barmen i Wuppertal. Hon tävlade främst i diskuskastning och kulstötning men även i löpning.
Heublein deltog i flera tyska mästerskap, 1926 blev hon mästare i kulstötning vid tävlingar i Braunschweig 22 augusti 1928, 1929 och 1931 försvarade hon sin mästartitel, hon tog silverplats vid mästerskapen 1927, 1930, 1932 och 1933. Hon tog även mästartiteln i diskuskastning 1930 vid tävlingar i Lennep 2–3 augusti 1932 försvarade hon titeln, hon tog bronsplats vid mästerskapen 1928 och silverplats 1931.
Den 29 maj 1927 satte hon sitt första (inofficiella) världsrekord i kulstötning med 10,86 meter vid tävlingar i Lennep, den 15 juli 1928 satte hon sitt första officiella världsrekord med 11,96 meter vid tävlingar i Berlin. Heublein förbättrade sedan det officiella världsrekordet den 21 juli 1929 i Frankfurt am Main, den 28 juni 1931 i Paris och den 16 augusti 1931 i Bielefeld.
1928 deltog hon vid de Olympiska sommarspelen i Amsterdam då hon slutade på en 5:e plats i diskuskastning. 1932 deltog Heublein vid de Olympiska sommarspelen i Los Angeles där hon slutade på en 5:e plats i diskuskastning och på en 6:e plats i stafett 4 x 100 meter (med Ellen Braumüller, Tilly Fleischer och Marie Dollinger).
Heublein deltog sedan vid den tredje damolympiaden 6–8 september 1930 i Prag, under idrottsspelen vann hon guldmedalj i kulstötning.
Den 19 juni 1932 satte hon även världsrekord i diskuskastning med 40,84 meter vid tävlingar i Hagen, samma dag förbättrade Jadwiga Wajs rekordet till 42,43 meter vid tävlingar i Łódź.
1934 började hon vid elektronikföretaget Elektrowerke Vorwerk & Co i Wuppertal där hon arbetade fram till sin pensionering 1968. Heublein dog 1997 i Barmen.